# Microdus ampullaceus
Microdus ampullaceus là một loài Rêu trong họ Dicranaceae. Loài này được (Müll. Hal. ex Dusén) Paris mô tả khoa học đầu tiên năm 1905.